# Tata
Tata (latinul: Dotis, németül: Totis) város Magyarországon, Komárom-Esztergom vármegyében a Kisalföld keleti peremvidékét alkotó Győr–Tatai-teraszvidék területén, a Gerecse hegység nyugati előterében. A Tatai járás központja. Tatabánya és Esztergom után a vármegye harmadik legnépesebb települése.
Az „Élővizek városa” és 2010-ben a biodiverzitás magyarországi fővárosa lett, így ismerve el a város kötődését a természeti értékekhez.

## Földrajza

### Fekvése
A Dunántúl északi részén, a Kisalföld és a Dunántúli-középhegység találkozásánál helyezkedik el, a Gerecse és Vértes hegységeket elválasztó Tatai-árok északnyugati kapujában, az Által-ér folyásánál. Legmagasabb pontja a Kálvária-domb, amely 166 méter magas, a legalacsonyabb pontja a Fényes-fürdő, tengerszint feletti magassága 120 méter.
A Tatai-árokban nemcsak a Tatabánya felől érkező, az Öreg-tavat tápláló, majd annak vizét a Dunába vezető Által-ér folyik, hanem kisebb patakok is (Fényes-patak, Mikoviny-árok. Az árokban észak-északnyugat felé folyó patakok vizét Tata és alatta Naszály határában sok halastóba vezetik; ezeket közös néven Tatai-tavaknak nevezzük. Közülük a legrégibb az Öreg-tó. A tavak a tavaszi és az őszi madárvonuláson is a vándormadarak fontos pihenőhelyei. A vizes élőhelyek védelméről elfogadott rámszari egyezmény alapján 1989. március 17-én ezeket az egyezmény hatálya alá tartozó és eszerint védett Tatai tavak rámszari területben fogták össze.
A közvetlenül határos települések: észak felől Szomód, kelet felől Baj, délkelet felől Vértesszőlős, dél felől Környe, délnyugat felől Kocs, nyugat felől Mocsa, északnyugat felől pedig Naszály. Közigazgatásilag hozzá tartozik a különálló Agostyán is, s annak révén határos még Dunaszentmiklóssal és Tardossal is.
A megyeszékhelytől, Tatabányától mintegy 9 kilométerre fekszik északnyugati irányban, Budapesttől pedig 60 kilométerre nyugatra.
A városon áthalad az 1-es főút és közvetlenül a belterülete mellett halad el az M1-es (E60, E75 Budapest–Bécs-autópálya, amelyre a városnak közvetlen csatlakozása van.
A közeli települések közül Tarjánnal az 1128-as út, Bajjal a 11 135-ös. Szomóddal és Dunaszentmiklóssal a 11 136-os számú mellékút, Bőnnyel (Kocson át) a 8136-os út, Kömlőddel a 8137-es út, Naszállyal a 8138-as út, Szőnnyel (Grébicspuszta érintésével) a 8139-es út köti össze. Oroszlány és a Velencei-tó térségétől a több mint 60 kilométer hosszú 8119-es út vezet a városig.
A hazai vasútvonalak közül a Budapest–Hegyeshalom–Rajka-vasútvonal érinti, melynek két megállási pontja van a határai között: a budapesti végponttól számítva előbb Tóvároskert megállóhely, majd pár kilométerrel északabbra Tata vasútállomás.

### Éghajlata
| Hónap                         | Jan. | Feb. | Már. | Ápr. | Máj. | Jún. | Júl. | Aug. | Szep. | Okt. | Nov. | Dec. | Év   |
| ----------------------------- | ---- | ---- | ---- | ---- | ---- | ---- | ---- | ---- | ----- | ---- | ---- | ---- | ---- |
| Átlagos max. hőmérséklet (°C) | 1,0  | 4,0  | 10,0 | 14,0 | 21,0 | 23,0 | 25,0 | 25,0 | 21,0  | 15,0 | 7,0  | 3,0  | 14,1 |
| Átlagos min. hőmérséklet (°C) | −2,0 | 0,0  | 2,0  | 5,0  | 10,0 | 13,0 | 15,0 | 14,0 | 11,0  | 6,0  | 1,0  | −1,0 | 6,2  |
| Átl. csapadékmennyiség (mm)   | 31   | 27   | 34   | 35   | 57   | 54   | 56   | 61   | 45    | 31   | 47   | 39   | 517  |
| Napi napsütéses órák száma    | 1    | 4    | 5    | 7    | 9    | 9    | 8    | 9    | 6     | 4    | 3    | 1    | 6    |
| Forrás: Zoover                |      |      |      |      |      |      |      |      |       |      |      |      |      |

## Története

### Az őskori és ókori alapítók
Tata ősidők óta lakott település, ezt az itt feltárt, ősemberre utaló régészeti leletek is bizonyítják. Az évezredek során a kedvező létfeltételek, a hévforrások mindig a környékre vonzották az embert. A tatai porhanyó-bányában körülbelül százezer éves, a Würm-eljegesedés korai szakaszából való származó telepet tártak fel. Az ősember itt is kiszáradt mésztufa-medencékbe telepedett be. A kova és kvarciteszközök mellett fontos emlék a mamutfog lemezből készült csurunga. A korábban karcolt amulettként leírt Nummulites váz autentikus volta kétséges, mivel nem az ásatás során került elő. A tatai ősembercsoport ideiglenes szállása lehetett a közeli Szelim-lyuk Tatabányán. Miután a rómaiak elfoglalták Pannóniát, a Duna mentén megépítették a limes egyik fontos katonai táborát, Brigetiót (Ószőny). A Tatához közeli tábort a Látó-hegy oldalán végigfutó római vízvezetéken, az úgynevezett Kismosó-forrásokból látták el ivóvízzel. A népvándorlás idejéből Tatán és környékén germán és avar leletek kerültek elő nagyobb számban.

### A város a középkorban

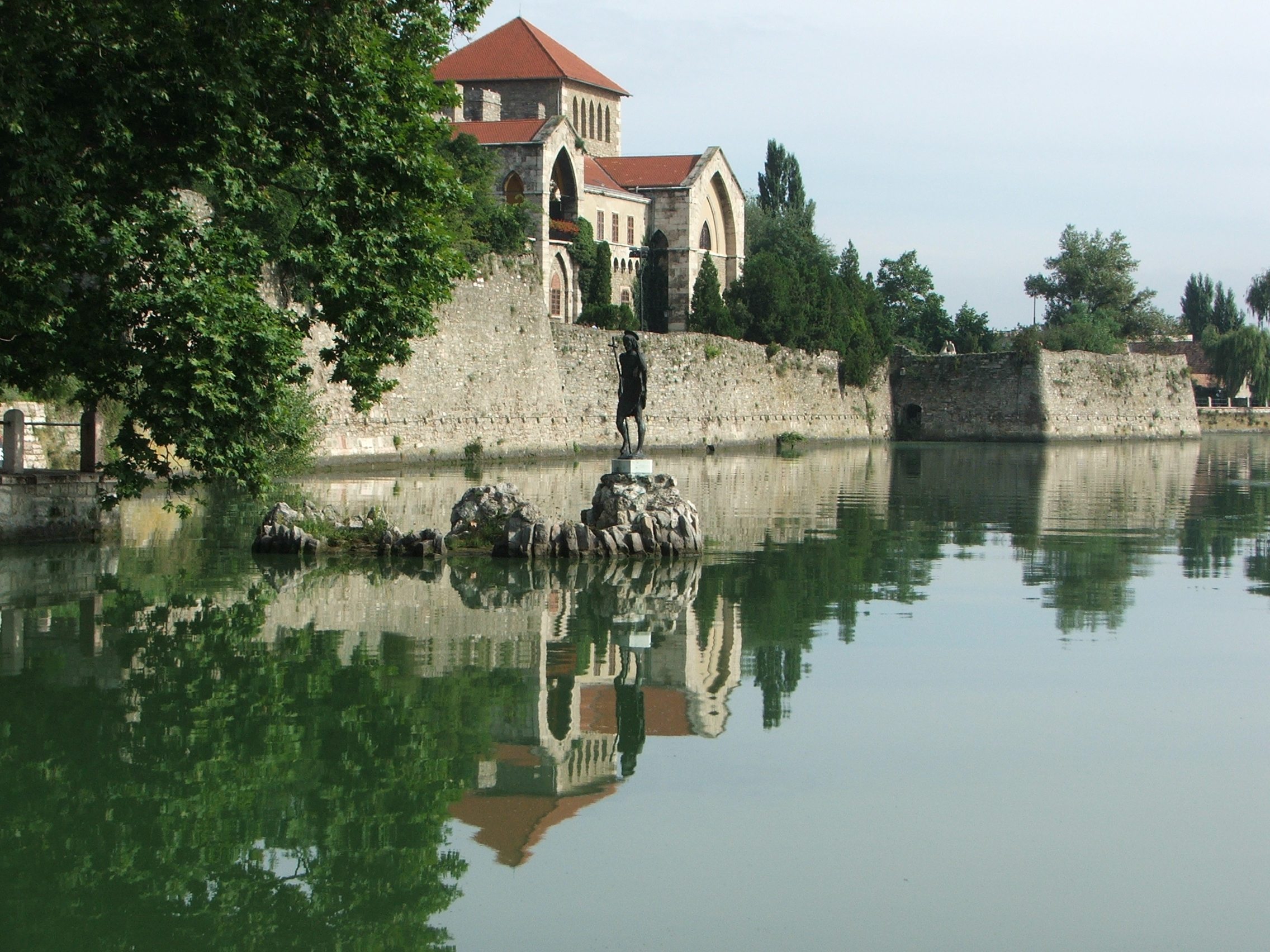
Tatai tó a várral

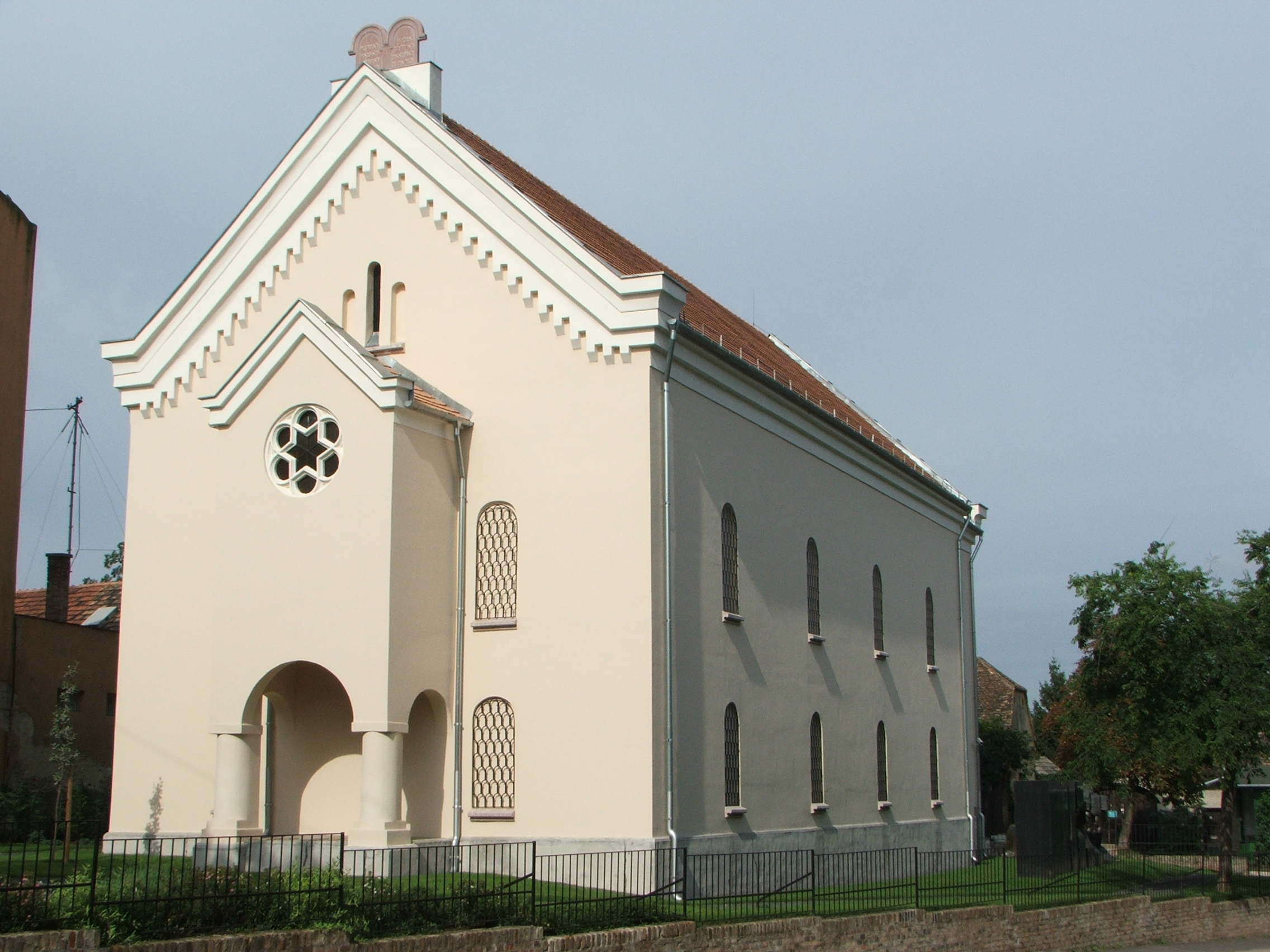
Az egykori zsinagóga később a Görög-római Szobormásolatok Múzeuma, most üresen áll

Tata az Árpád-házi uralkodók idején királyi birtok volt. Az itt lévő bencés apátságról a 9. századból fennmaradt írásos emlékek tudósítanak.
Elsőnek Deodatus jött be az apuliai sanseverinói grófok nemzetségéből, ő alapította és szerelte fel a tatai monostort. Szent Adalbert prágai püspökkel együtt ugyanis ő keresztelte meg Szent István királyt; ezért adta annak a monostornak a Tata nevet, mert Szent István király tiszteletből nem nevezte őt nevén, de tatának hívta; ki is veszett Deodatus neve, de megmaradt Tata; ezért nevezik így ama klastromot is. Pannóniában nincsen nemzetsége, mert bár feleséges volt, maradék nélkül végezte életét.
A krónika arról is tudósít, hogy egy alkalommal I. (Nagy) Lajos király Kálti Márk kíséretében meglátogatta a bencés kolostort.
A település neve Tata alakban először 1221-ben fordult elő. A 13. századtól, egészen 1326-ig, a Csák család uradalmához tartozott. Az ő birtoklásuk idején kezdődött meg a vár építése is. Tata a Csák nemzetség uralma után Zsigmond királytól megkapta a mezővárosi jogot.
1410 után a tatai vár Zsigmond kedves tartózkodási helye volt. Gyakran szállt meg itt, és 1412-ben, a tatai várban fogadta Jagelló Ulászló lengyel királyt, VII. Erik dán királyt, Marchiai Jakab főinkvizítort. A történészek az ő uralkodása idejét nevezik Tata első fénykorának. A Zsigmond halála után trónra lépő Habsburg Albert 1439 októberében a Tatához közeli Neszmélyen meghalt. Felesége Erzsébet királyné, hogy a koronát születendő fia számára biztosítsa Kottaner Jánosné nevű udvarhölgyével, a visegrádi várból ellopatta. 1440. február 21-én Komáromban megszületett a fiú csecsemő, a későbbi V. László. Amikor a csecsemőt Komáromból Székesfehérvárra, a koronázásra vitték, 1440. május 14-én a főúri kíséret és a magyar Szent Korona a tatai várban töltötte az éjszakát. Majd húsz évvel később, 1459-ben olvashatjuk oklevélben a Tatával később teljesen összeépült Tóváros nevét: „Thata hungaricale et slavonicale”, majd 1489-ben „Tothwaros” alakban fordul elő a település pecsétjén a tót – „szlovák” népnév és a város főnév összetétele. A Tatát Tóvárostól elválasztó Öreg-tó hatására a Tótváros névalak 1755-től Tóvárosra módosul. A két település évszázadokon át egymás mellett, de külön közigazgatással élte életét. Zsigmond után Tata, a várral együtt a 15. század egyik leghatalmasabb családja a Rozgonyiak birtokába került. A Rozgonyi testvérek civakodása nem használt sem a várnak sem a két településnek.

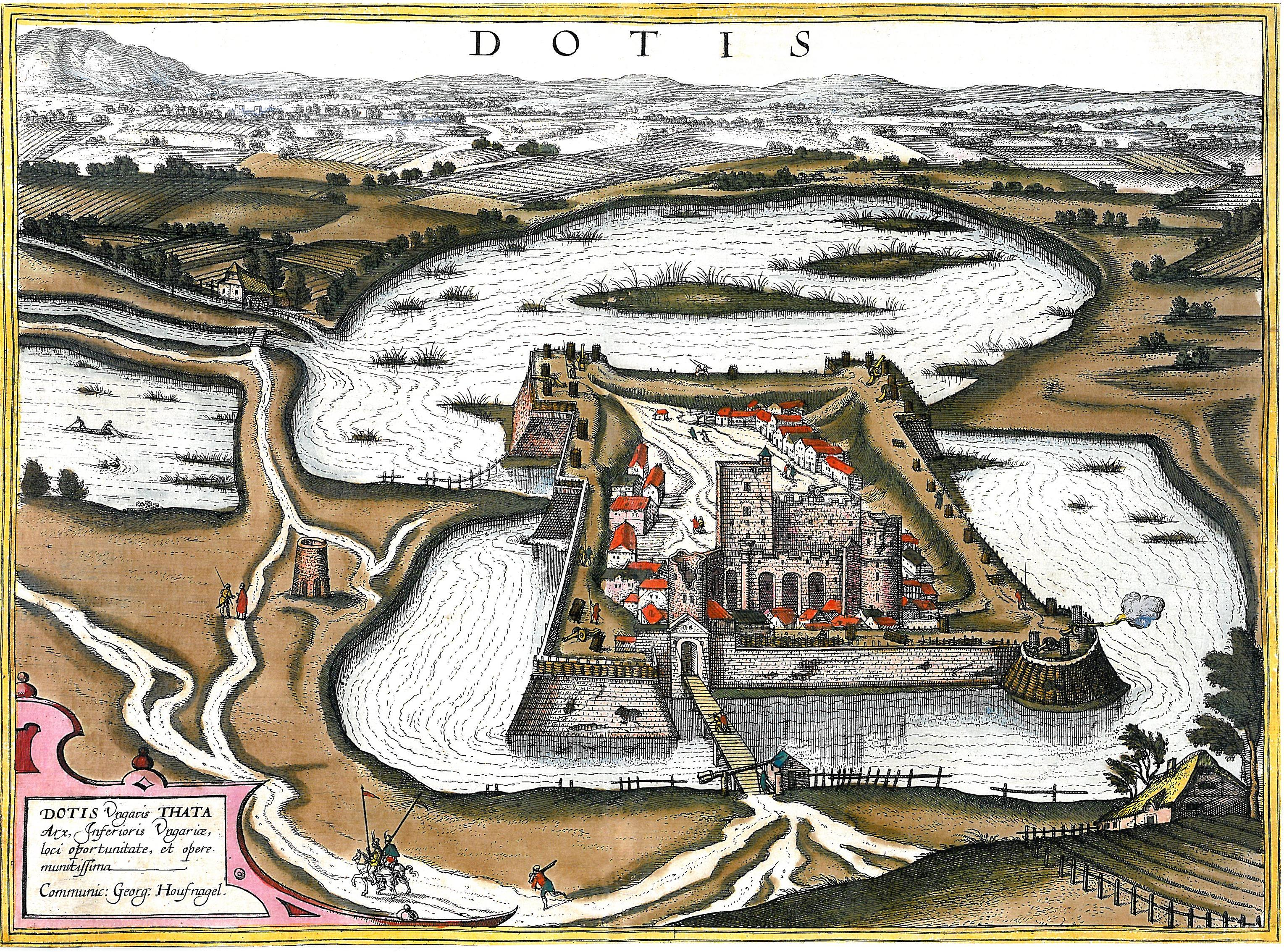
Tata a XVI. század végén

A lassú pusztulást Mátyás király állította meg, amikor 1467-ben visszaváltotta a várat, így az ismét királyi birtokba került. Mátyás a várat a Bonfini által leírt késő gótikus stílusú rezidenciává alakíttatta át. 1472-től Mátyás minden évben egy alkalommal tatán vadászott, s ide tért vissza a Habsburgokkal vívott háborúk fáradalmainak kipihenésére is. Mátyás 1485-től gyakran utazott innen kocsiszekéren Bécsbe, mely a Tatával szomszédos Kocs község nevéből az itt készített gyors szekér elnevezésére került át az európai nyelvekben. A király anyja, Szilágyi Erzsébet is meglátogatta a Zsigmond király által alapított ferences kolostort. Mátyás halála után a vár és a mezőváros rövid ideig fia, Corvin János tulajdona volt. 1494-től már II. Ulászló király birtokaként említik a várat. Néhány vadászattól és fogadástól eltekintve II. Ulászló nem tartózkodott Tatán. Kivétel ez alól az 1510. évi országgyűlés, amit az országban dúló pestisjárvány miatt, a későbbi Tóváros főterén tartottak.

### Tata az újkorban

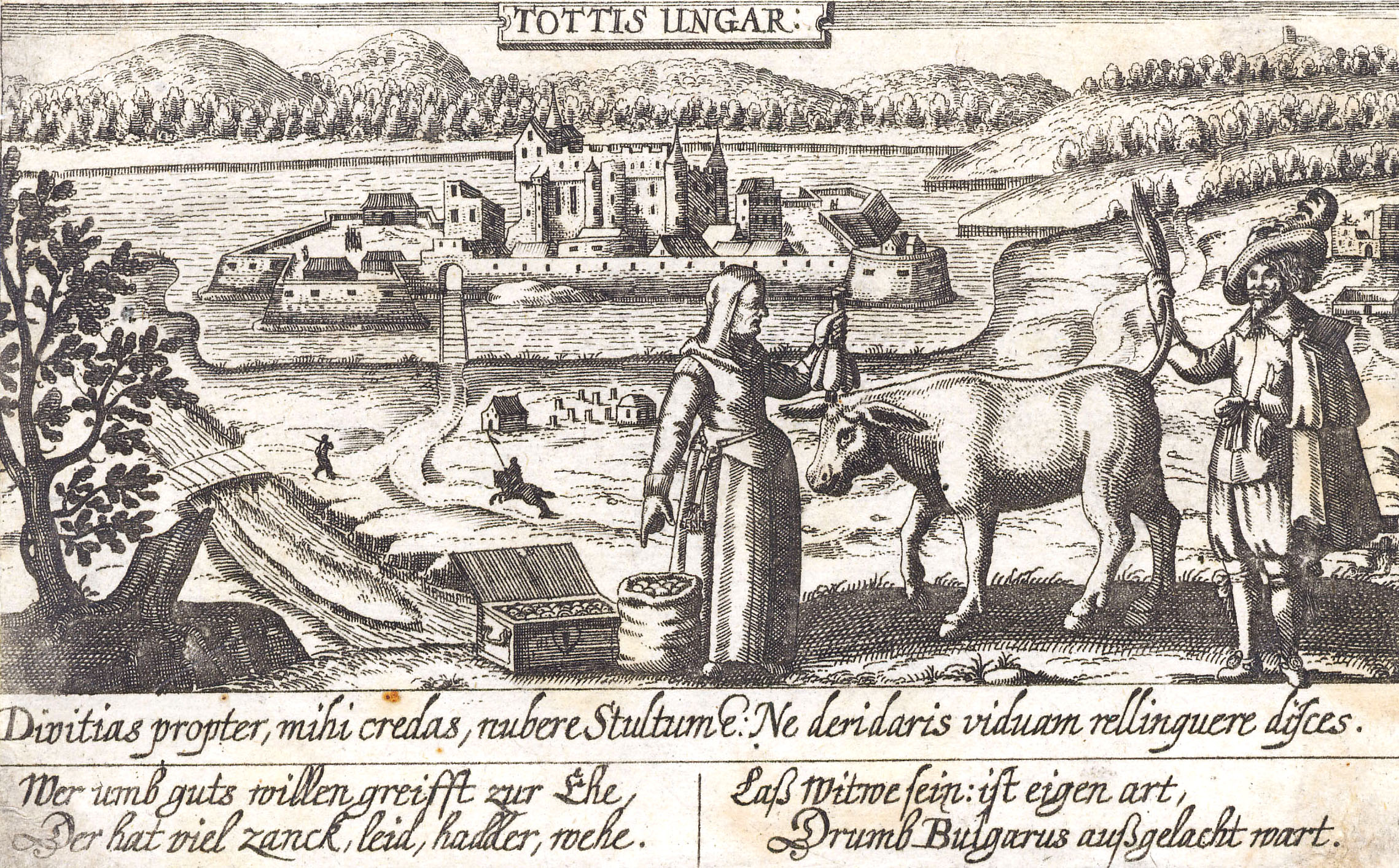
Tata látképe a 18. század közepén

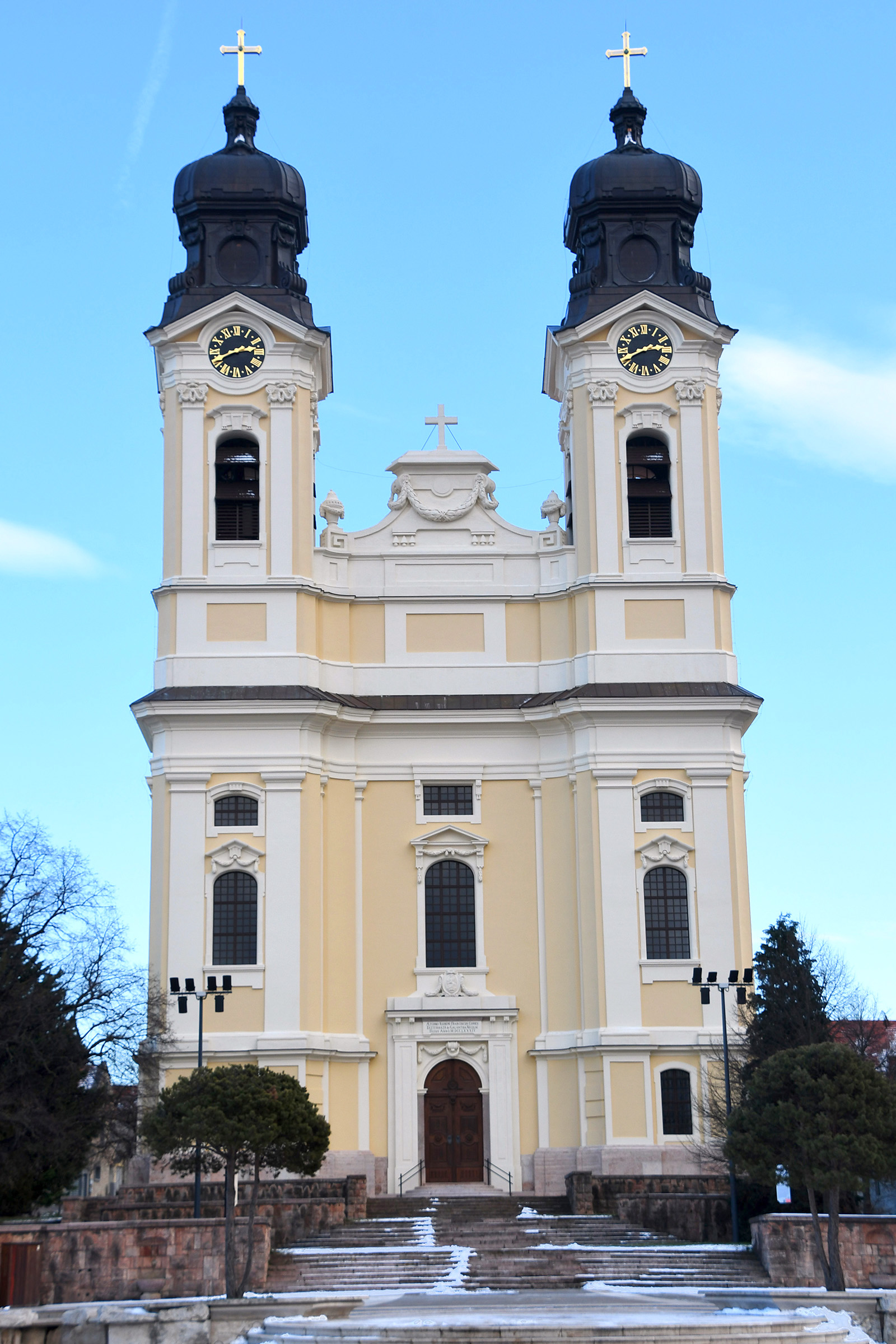
A felújított plébániatemplom a Kossuth téren

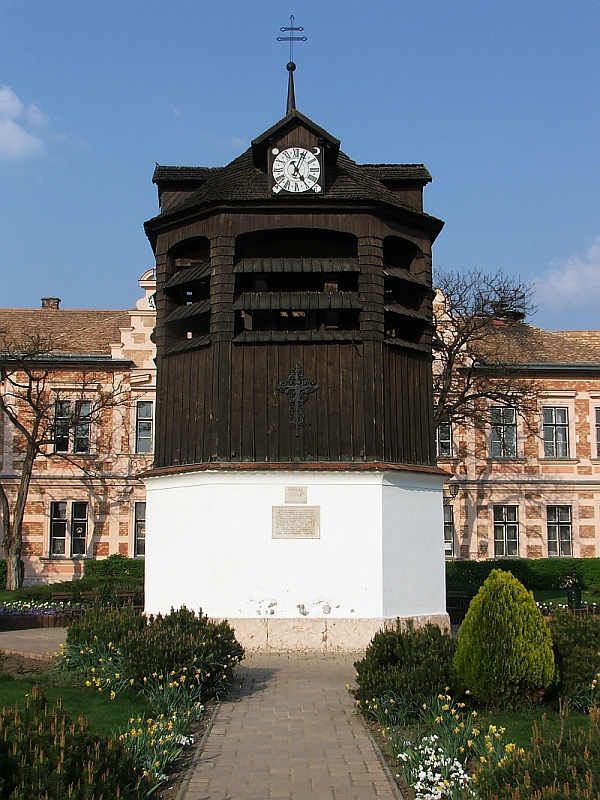
Harangláb az Országgyűlés téren

A mohácsi csatavesztés után portyázó török csapatok Tata környékét feldúlták, de gróf Cseszneky György kapitány a várat sikeresen megvédte. A törökök 1543-ban foglalták el Tata várát. A 145 éves török uralom idején kilencszer cserélt gazdát, és összesen tizenhat évig volt a vár török kézen. Buda visszafoglalása és a török kiűzése után Tata is gyorsan gyarapodott. A mezővárosban, 1695-ben már 223 család élt. A Rákóczi-szabadságharc idején, 1705-ben, a Bottyán János vezette dunántúli hadjárat során rövid időre a kurucok kezére került a vár.
A tatai uradalmat, tatát és a környező falvakat 1727-ben az Esterházyak ifjabb fraknói grófi ágába tartozó Esterházy József vásárolta meg. A mezővárosba hívott építészek: Fellner Jakab (1722–1780), Éder József, Grossmann József  (1747–1785), Schweiger Antal, mérnökök: Böhm Ferenc (1736–1799), Mikoviny Sámuel (1698–1750) keze nyomán kialakult Tata, Tóváros és Váralja. Az első négy Esterházy gróf életében, 1721–1811 között Tata nemcsak az uradalom igazgatási központja volt, hanem Komárom vármegye egyik legszebb, barokk épületekben gazdag mezővárosává fejlődött, a mocsaras területeket le csapoltatták Mikoviny Sámuel tervei szerint. Esterházy József gróf 1733 februárjában kiáltványt adott ki azzal a céllal, hogy az általa küldött személyek a német tartományokból katolikus telepeseket toborozzanak. A német telepesek 1733–1750 között érkeztek Tatára. A katolikus plébánián őrzött születési anyakönyvekből megállapítható, hogy ez alatt a húsz év alatt mintegy 50-60 család érkezett a városba. Leggyakrabban előforduló családnevek: From, Hőger, Engszt, Hermann, Sváb, Nikits, Tevesz, Giber, Ertl, Hotzer, Henzer, Suszter, Starus. A katolikus német telepesek a magyar protestáns jobbágyok által lakott Kertalján kívül, a Kocs község felé eső területen kaptak házhelyet az Esterházy uradalomtól. Ettől kezdődően napjainkig megőrizte ez a rész az Újtelep, a német Neu-Stift szóból magyarosított Nájstik elnevezést. Tata szélén, a Neu-Stift-ben 1736-tól állandó iskola működött külön német mesterrel. Ezen iskola megszűnéséről 1830-ban értesülünk, amikor a település lakói kérték az egyházi és a városi hatóságokat, hogy egy tanító legalább Szent Mihálytól Szent Györgyig az Újtelepen tanítson. Az oktatás ilyen formában engedélyezték. A tanítást évenként más-más háznál tartották, majd 1835-ben a téli iskola is megszűnt.1743-ban érkeztek Tóvárosra a Kapucinusok, 1765-ben Tatára a Piaristák, ahol gimnáziumot nyitottak.
Leírás a településről a 18. század végén:
```
"Tata: Jeles Mezőváros Komárom Várm. földes Ura Gróf Eszterházy Uraság, a’ kinek Várával ékesíttetik, lakosai katolikusok, és másfélék. A’ Piáristáknak jeles Klastromjok van itten, tavai többek, Sz. Ivánnál márvány kőbányájok is van; számos mesteremberek, és tsapók lakják; hajdan híresebb vala, legelője elég van, réttye alkalmatos, ’s fél napi járó földet foglal, erdők között; szőleji középszerű borokat teremnek."

(
Vályi András
: 
Magyar országnak leírása
, 
1796
–
1799
)
```

### 19. század
```
"A hegyvonulatot elérve jobbra, meglehetős távolságban megpillantottuk az Eszterházyak városát, Dotidest. A herceg itteni parkja állítólag a legszebb egész Magyarországon."
 
(
Ulrich Jasper Seetzen
 2020: Úton a Duna mentén Magyarországon 1802. Budapest, 37)
```

1809-ben a franciáktól elszenvedett győri vereség után I. Ferenc magyar király udvarával két hónapig Tatán, a grófi kastélyban tartózkodott. A kastély északi toronyszobájában írta alá 1809. október 14-én a schönbrunni békét.
Az 1848–49-es forradalom és szabadságharc utolsó szakaszában Komárom várának közelsége miatt Tata és környéke jelentős szerepet játszott. 1849 májusának első napjaiban Görgey Artúr fővezér Tóvárosra, a Szarka fogadóba helyezte főhadiszállását, s május 3-án innen indult Buda ostromára. Klapka György, a komáromi erőd parancsnoka 1849. július 25-én Kosztolányi Mór ezredest a 8. gyalog zászlóaljjal, egy huszárezreddel és négy ágyúval az ellenség kezén levő tatai vár elfoglalására küldte. A védők a harmadik ágyúlövés után kinyitották a kaput, és megadták magukat. A foglyokat, a fegyvereket, a lovakat és a postakocsit, melyben megtalálták az osztrákok felvonulási tervét, éjjel Komáromba vitték.
Az 1867-es kiegyezés után megkezdődött Tata és Tóváros nagyarányú városiasodása, kisebb gyárak (cukorgyár, bőrgyár, gőztéglagyár, pokróc-, tarisznya- és szőnyeggyár) építése. Bekapcsolták Tata-Tóvárost a vasúti közlekedésbe, 1883–1884-ben épült meg a Komárommal és Budapesttel összekötő vasútvonal, az állomással. A 19. század második felében Esterházy Miklós gróf a mai Kertváros területén megépíttette a lóversenypályát, és meghonosította Tatán az évenkénti rendszeres lóversenyeket. Ezen a pályán az első versenyt, 1886. szeptember 30-án, 3-4 ezer Budapestről és Bécsből érkező vendég nézhette végig. A gróf a lóversenypálya mellett saját költségén, vasúti megállót építtetett Tóvároskert néven. Az idomárok egyöntetűen elismerték, hogy az országban a futólovak idomítására legalkalmasabb a „tatai gyep”. 1867 és 1914 között Tatán a legismertebb istállótulajdonosok: Dreher Antal, Esterházy Miklós és Ferenc grófok, Harkányi bárók, Szemere Miklós, Péchy Andor és báró Üchtritz Zsigmond. A lovak mellé az 1860-as évektől olyan híres angol idomárokat szerződtettek, mint Adams Róbert, Beeson János és Alfréd, Maw Vilmos, Hich György, Milne Henrik és Smart Róbert személyében, akik a városban külön angol kolóniát alkottak, sőt anglikán templomuk is volt a várban. Tatán Esterházy Miklós gróf (Caunt Niki) az úgy nevezett Swajtzerey-ból (svájci tehénistállók) alakította ki az 1860-as évektől híressé vált lóistállóit. 1948-ban a londoni olimpiára készülő öttusázók (Hegedűs Frigyes és társai) lovait is itt helyezték el. 1888-ban építették fel a vár-színházat, ahol a lóversenyek idején hangversenyekkel és színházi bemutatókkal szórakoztatták a vendégeket.

#### A Pallas nagy lexikona cikke

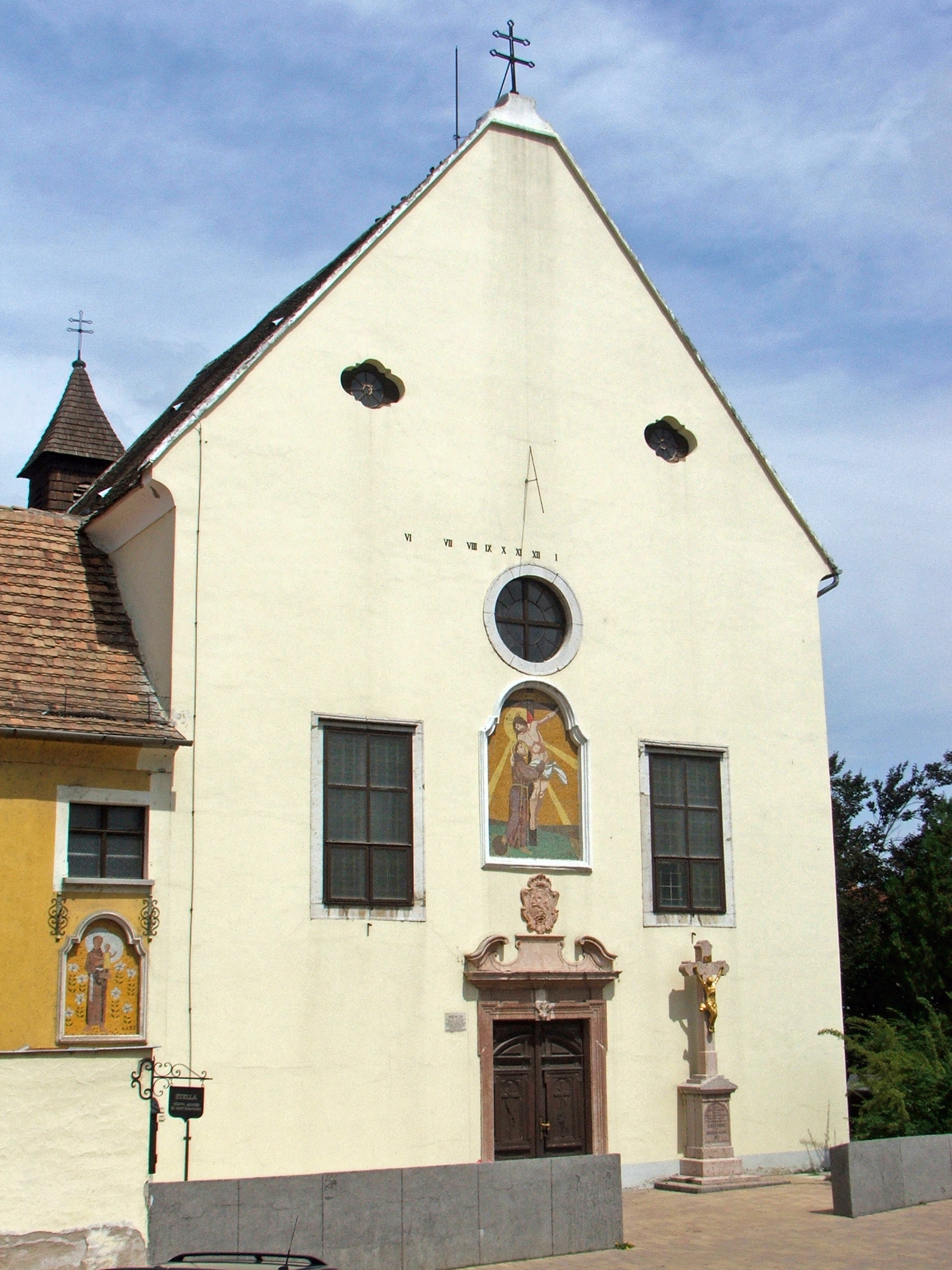
A kapucinus templom

A Pallas nagy lexikona  így írt a városról:
(Totis), csinos és fejlődő nagyközség Komárom vármegye tatai j.-ban, (1891) 895 házzal és 6925, túlnyomóan magyar lak. (közte 3633 r. kat., 2518 helvét és 673 izraelita), a járási szolgabírói hivatal, járásbíróság, királyi közjegyzősség és adóhivatal széke, kegyesrendi szerzetházzal és algimnáziummal, vasúti állomással, posta- és távíróhivatallal és postatakarék-pénztárral. Tata a vele összeépült Tóváros nagyközséggel (4257 lak.) egy szép nagy tó körül terül el, utóbbi síkon, míg maga Tata domboldalban épült. A két község közt a tó partján emelkedik az 1897-ben elhalt Esterházy Miklós gróf kastélya és a régi vár; a várban gazdag levéltár, acélmetszet-gyűjtemény és képtár (Leonardo da Vinci egy művével) van, a kastély egyik szobájában irta alá Ferenc király 1809 október 14. a bécsi békekötés; nevezetes a Ferdinand Fellner és Hermann Hellmer tervei szerint 1889-ben épült díszes színház. A kastélyhoz csatlakozik a 140 ha. terjedelmű, ritka szép angolkert a Cseke-tóval. Tata vidékén számos bővizű langyos forrás fakad, melyek Budapestnek vízzel való ellátásánál is kombinációba jöttek, de magas hőmérsékletük miatt figyelembe nem vétethettek. Tata ma a fővárosiaknak kedvelt kiránduló helye; látogatott lóversenyeket is rendeznek itt s nevezetes az Esterházy-féle versenyistálló.

### 20. század

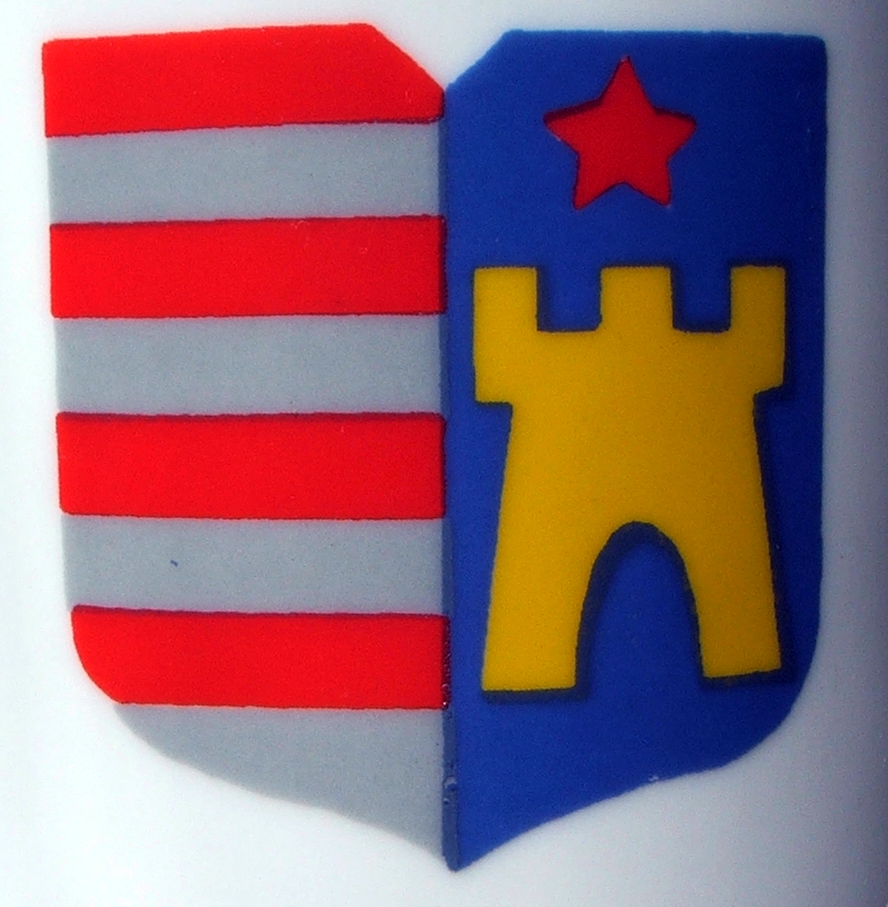
Tata címere 1970-1989 között

A színházat 1913-ban Esterházy Ferencné – aki fiát féltette a színésznőktől –, lebontatta. A színház székeit a gimnázium dísztermében helyezték el. A két világháború között a Lovardában gyakran rendeztek választási nagygyűléseket, valamint a Tatára látogató színtársulatok is itt tartották előadásaikat. A második világháború után a Lovardát raktárnak használták, majd 1948-ban az olimpikonok edzőterme volt. Az 1960-as évek közepén a Tatai Állami Gazdaság Lovas iskolát létesített a Lovardában. Esterházy Miklós gróf az ifjúság nevelését is támogatta. A rendházból kiszorult piarista gimnázium elhelyezésére kis-gimnáziumot építtetett, ami 1892–1911-ig működött a mai Eötvös gimnázium melletti részen, majd az Esterházy uradalom segítségével és állami segéllyel 1911–12-ben felépült a tataiak régóta kért nyolc osztályos piarista főgimnázium, mai helyén a Tanoda téren. A trianoni békeszerződés után, 1921-ben, IV. Károly király feleségével és minisztereivel október 24-e és 26-a között a tatai Esterházy-kastélyban tartózkodott. A két világháború között, a két iker község városiasodása felgyorsult, 1927-ben felavatták az új tóvárosi községházát.
1930-ban átadták a tanulóknak a Szent Imre fiú iskolát, még ebben az évben, a piarista rendházban a konviktust, végül 1943-ban az Új út mellett a Mezőgazdasági népiskolát. 1938-ban, a piarista rendházban Tatai Múzeum kapott helyet. Tata egészségügye 1929-ben indult fejlődésnek. Ekkor a községnek már volt mentőautója, és 1930-ban az Esterházy utca (ma Ady Endre út) 32. számú házban dr. Mike József sebész-főorvos megnyitotta szanatóriumát. A szanatóriumot dr. Karnis József ajánlására a Szent Erzsébet Kórház nevet vette fel. Az 1920–1930-as években a képviselő-testületek ülései a két község egyesítésének vitájától voltak hangosak. Az Esterházy uradalom tiltakozása ellenére végül 1938. június 1-jével Tata és Tóváros közigazgatási egyesítése megtörtént. A Cifra-malom előtti híd mindkét oldalán eltávolították Tata, illetve Tóváros feliratú, a községek határát jelző helység névtáblákat. A belügyminiszter az egyesített nagyközség nevét Tatatóvárosban állapította meg, mely az 1940-es évek elején Tatára változott. A német katonai megszállás után 1944. március 19-étől Tatán is felgyorsultak a zsidó polgárok ellen hozott korlátozó intézkedések. A gettót a Tatai major száz méteres marhaistállójában helyezték el. Ide gyűjtötték össze a Tatán és a környező községekben élő 650 zsidó személyt, akik 1944. június 6-án csendőröktől kísérve gyalog mentek a nagy-állomásra, ahol bevagonírozták őket a komáromi gyűjtőtáborba. Innét vitték őket az auschwitzi haláltáborba. A második világháború után 38-an tértek csak haza. Tatát 1945 tavaszán sorozatos bombázások után, 1945. március 19-én elfoglalták az orosz csapatok. A nagyközség életében az 1945 utáni évek, bár nagy változásokat hoztak, de a fejlődés, az építkezés csak jóval később indult meg, amikor Tatát várossá nyilvánították. 1954. január 31-én közigazgatási szempontból várossá nyilvánították Tatát, Kazincbarcikát, Keszthelyt, és Oroszlányt, ezekről a városokról utcákat neveztek el Tatán. Ekkor a város lakossága 18205 fő volt.
1985-ben hozzácsatolták Agostyán községet is.
A város katonaváros. A tatai helyőrségben található meg a MH Klapka György 1. Páncélosdandár. A Magyar Honvédség két lövészdandárának egyike.
Korábban a Klapka György Laktanyában alakult meg 1961-ben a Magyar Néphadsereg elsőlépcsős alakulata a MN 11. Harckocsi Hadosztály. Az alakulat 1986-ban szűnt meg, és jogutódja az 1. Gépesített Hadtest lett. A rendszerváltozást követően a magasabbegység 1. Katonai Kerület Parancsnoksággá alakult át, mint béke alakulat, amit újfent csak felszámoltak.

## Közélete

### Polgármesterei
- 1990–1993: dr. Fehérváry Géza (nem ismert)[9][10]
- 1993–1994: Kerti Katalin (nem ismert)[10]
- 1994–1998: Kerti Katalin (SZDSZ)[11]
- 1998–2002: Hetényi Tamás (Fidesz–FKgP)[12]
- 2002–2006: Hetényi Tamás (Fidesz–MDF)[13]
- 2006–2010: Michl József (Fidesz–KDNP)[14]
- 2010–2014: Michl József (Fidesz–KDNP)[15]
- 2014–2019: Michl József Imre (Fidesz–KDNP)[16]
- 2019–2024: Michl József (Fidesz–KDNP)[17]
- 2024– : Michl József (Fidesz–KDNP)[1]

1993 januárjában Fehérváry Géza polgármester lemondott a tisztségéről, helyére a képviselő-testület január 13-án Kerti Katalint választotta meg Tata vezetőjének.

## Demográfiai adatok
A település népességének változása:
| Lakosok száma | 23 726 | 23 629 | 23 377 | 23 323 | 23 881 | 23 549 |
|               | 2013   | 2014   | 2018   | 2022   | 2023   | 2024   |

A 2001-es népszámlálás alapján a városnak 24 598 lakosa volt, ebből 22 944 (93,28%) magyar, 396 (1,61%) német, 150 (0,61%) cigány, 43 (0,17%) szlovák és 1065 (4,33%) egyéb.
A 2011-es népszámlálás során a lakosok 85,3%-a magyarnak, 0,8% cigánynak, 2,7% németnek, 0,2% románnak, 0,3% szlováknak mondta magát (14,6% nem nyilatkozott; a kettős identitások miatt a végösszeg nagyobb lehet 100%-nál). A vallási megoszlás a következő volt: római katolikus 31,5%, református 13,7%, evangélikus 1,4%, görögkatolikus 0,4%, felekezeten kívüli 21% (30,7% nem nyilatkozott).
2022-ben a lakosság 87,5%-a vallotta magát magyarnak, 2% németnek, 0,7% cigánynak, 0,3% szlováknak, 0,1-0,1% szerbnek, lengyelnek, görögnek, ukránnak és románnak, 4,1% egyéb, nem hazai nemzetiségűnek (12,1% nem nyilatkozott; a kettős identitások miatt a végösszeg nagyobb lehet 100%-nál). Vallásuk szerint 24,5% volt római katolikus, 11,8% református, 1,3% evangélikus, 0,5% görög katolikus, 0,1% izraelita, 1,1% egyéb keresztény, 0,5% egyéb katolikus, 18,7% felekezeten kívüli (41,4% nem válaszolt).
Tata népességszáma 1870–2001. év között
A település népességszáma az 1990-es évekig növekedett, azóta csökkent. A csökkenés sok más magyar városhoz képest kisebb mértékű volt. Megállapítható, hogy a második világháborút követően a rendszerváltás időszakáig a település lakosságszáma közel kétszeresére nőtt.
| Év   | Népesség (fő) | Év   | Népesség (fő) |
| ---- | ------------- | ---- | ------------- |
| 1870 | 10336         | 1941 | 12974         |
| 1880 | 10776         | 1949 | 13927         |
| 1890 | 11678         | 1960 | 18205         |
| 1900 | 12712         | 1970 | 21189         |
| 1910 | 12069         | 1980 | 24615         |
| 1920 | 12155         | 1990 | 25049         |
| 1930 | 12664         | 2001 | 24589         |

## Nevének eredete
A legvalószínűbb, hogy a Miskolc nemzetség Tota nevű tagjától kapta a nevét a település, aki örökösök nélkül halt meg. Eredhet esetleg Szent Istvántól is, aki tatá-nak szólította nevelőpapját, Deodatus grófot, aki a tatai bencés klastrom alapítója volt.
Tata oklevelekben előforduló korai elnevezései
1221 Tota
1225 Tatá
1231 Thata
1233 Thata és Tata
1237 Tata
1268 Thota
? Tata
Később előfordult még a Dotis, és a Totis említés is. A Dotis név az ókori rómaiaktól ered, akik ezzel a névvel illették a települést.

## Városrészek

Tata térképe

### Belterületek
- Kertváros, Óváros, Remeteség, Tóváros, Újhegy, Újtelep, Agostyán Fölsőtata Feketeváros (régen volt disznópiac)

### Külterületek
- Dióspuszta

## Közlekedés

### Közút
Tata közigazgatási területén dél-kelet-északi irányban végighúzódik az 1-es főút, míg dél-kelet-nyugat irányban az M1-es autópálya, szinte minden irányból ezek a város és térsége legfontosabb elérési útirányai. Ezeken túl jelentős számban húzódnak Tata területén belül – vagy azt hosszabb-rövidebb szakaszon érintve – más, négy vagy öt számjegyű, alsóbb rendű országos közutak is. Ezek az alábbiak:
- 1128-as számú mellékút, Tarján-Tata,
- 11135-ös számú bekötő út, Tata-Baj,
- 11136-os számú bekötő út Tata-Szomód-Dunaszentmiklós(-Neszmély)
- 8119-es jelű Velence-Csákvár-Tata összekötő út, mely Tata központjában található körforgalomtól kezdődik és egészen Kápolnásnyéken ér véget
- 8136-os számú mellékút, mely az előbb említett 8119-es útból ágazik ki Tata belterületén. Ezen az úton elmehetünk Kocson és Nagyigmándon keresztül Győrbe.
- 8138-os számú mellékút Tata-Naszály Almásfüzitő,
- 8139-es számú mellékút Tata-Komárom.

### Vasút
A várost a MÁV 1-es vonala érinti. Ezen a vonalon Tata határán belül egy vasútállomás és egy megállóhely működik:
- Tóvároskert megállóhely –  S10   G10
- Tata vasútállomás –  S10   G10  IC, gyorsvonat, expresszvonat, InterRégió

### Helyi közösségi közlekedés
Az üzemeltetést 2019. szeptember 30.-án a Volánbusz vette át a KNYKK Középnyugat-magyarországi Közlekedési Központtól, mivel a hét nagy regionális közlekedési központot összevonták a Volánbusszal. a KNYKK előtt a Vértes Volán volt a szolgáltató, egészen a 2014. december 31.-ei megszűnéséig. A megváltott helyi bérletet és menetjegyet csak egy helyközi járaton, a 8406-oson fogadják el Agostyánig, a többi helyközi és távolsági járatot nem lehet e bérlettel és menetjeggyel igénybe venni. A városban 1-től 9-ig terjednek a helyi járatok számozása. Járatok számozása és iránya érintőlegesen (a betűvel megkülönböztetett járatok útvonala nincsen feltüntetve):
- 1-es Vasútállomás – Fellner Jakab utca
- 2-es Vasútállomás – Mikovényi utca – Kossuth tér – Golf Hotel (körjárat)
- 3-as Autóbusz-állomás – Fényes fürdő
- 4-es Fellner Jakab utca → Kertváros → Vasútállomás
- 5-ös Fellner Jakab utca – Kertváros – Fellner Jakab utca (körjárat)
- 6-os Vasútállomás → Kertváros → Fellner Jakab utca
- 7-es Fellner Jakab utca – Agostyán
- 8-as Fellner Jakab utca – Güntner Kft. – Újhegy – Fellner Jakab utca (körjárat)
- 9-es Fellner Jakab utca – Vasútállomás – Újhegy

## Látnivalók

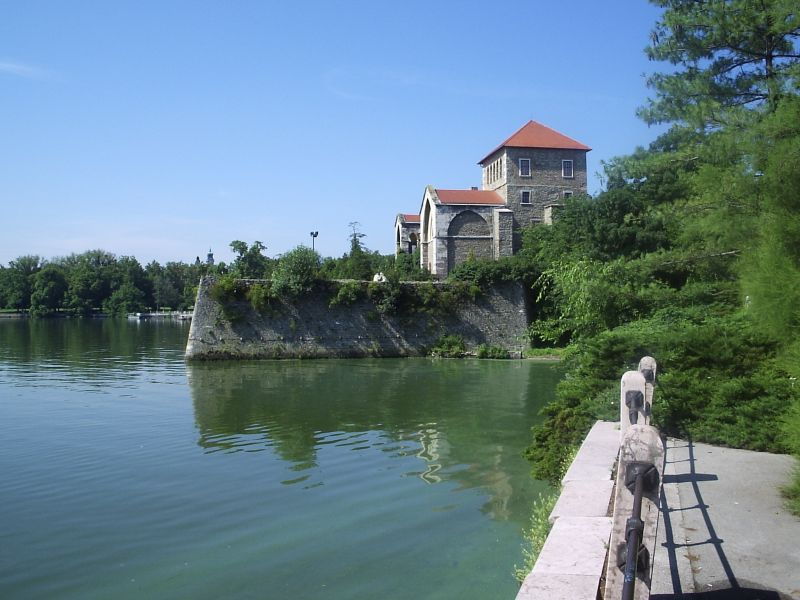
Tatai vár

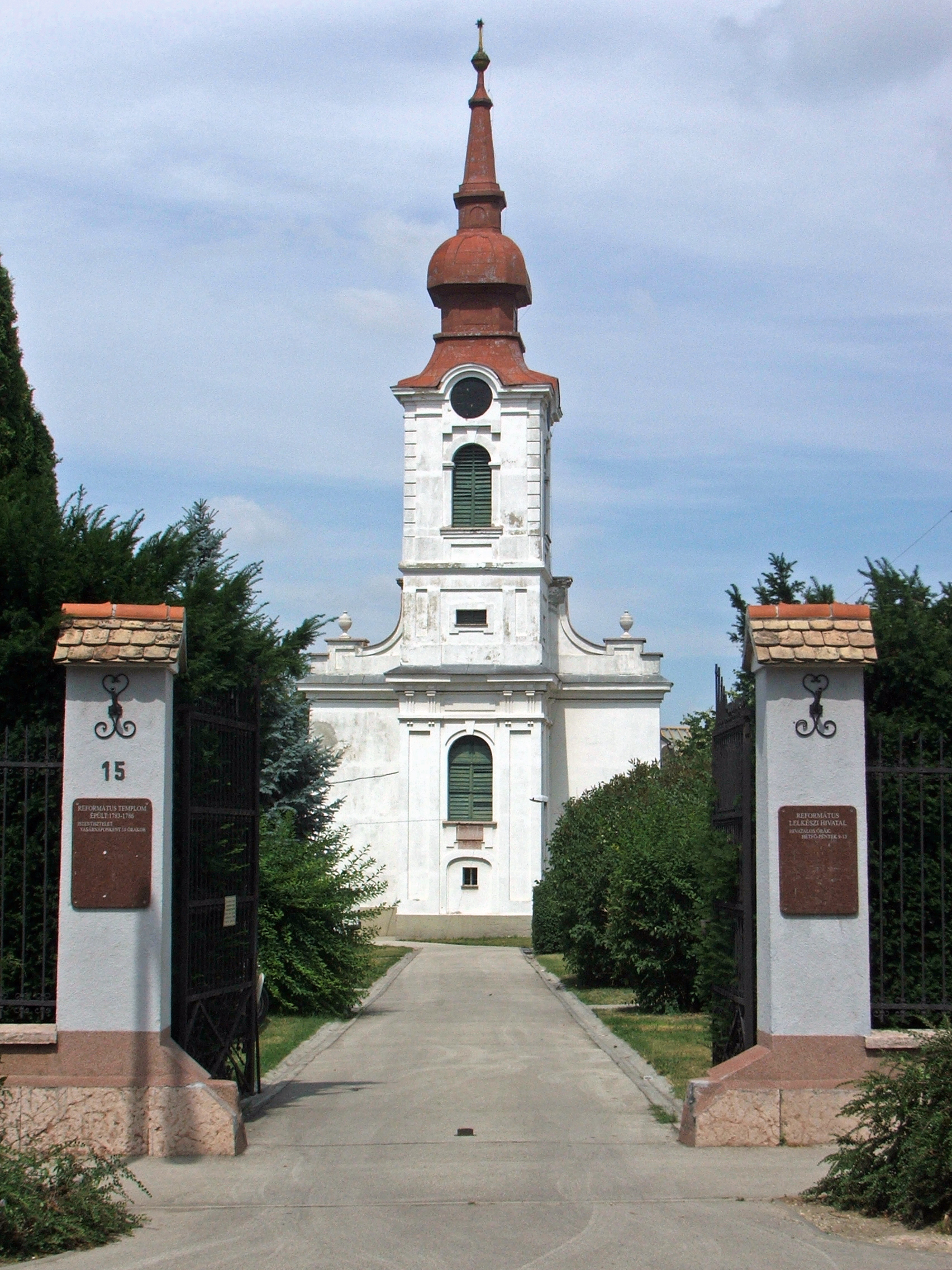
A református templom

Tata közepén az Öreg-tó terül el, partján áll a tatai vár. A vár mellett az Esterházy-kastély áll, utána a Hősök tere következik, ahol többek közt az egykori zsinagóga és az I. világháborús emlékmű található. E mellett van a Tanoda tér, ahol a gimnázium és a kollégium található. Ettől távolabb Tata óvárosának központjában a Kossuth tér terült el, a Római Katolikus plébániatemplommal és a városházával. Ebből nyílik a Kocsi utca a református templommal, felette magasodik a Kálvária-domb, a kilátótoronnyal és a geológiai parkkal. A vártól északkeletre a tóvárosi városrész található az Országgyűlés térrel, ahol a Harangláb és a Kapucinus templom látható. Innen indul az Ady Endre utca a Kristály Hotellel, e mellett van az Erzsébet tér, ahonnan az Angolkert nyílik a Cseke-tóval a műromokkal és a kis-kastéllyal.
A városban levő vízfolyások mellett fellelhetők a vízimalmok. Az Öreg-tó középső zsilipjénél épült Tata híres műemlékmalma, a Cifra-malom. Utolsó bérlője Johannesz Ferenc volt. A malom első említése 1587-re tehető. Az ez idő tájt álló malmok közül egyedül a Cifra-malom vészelte át a török háborúkat. Egészen az 1960-as évek végéig őröltek benne. Az évszázadok folyamán többször felújították, 1753-ban barokk stílusúvá átépítették. Az épület üresen áll, dacolva az idő viszontagságaival. Jelenleg eladó, új gazdára vár. A jelenlegi tulajdonos egész tervezőgárdát (Tamás Péter malomgépészt, dr. Géczy Nóra építész-tervezőművészt, Szalánczi Gábor építészmérnököt és Szalánczi Donát építészmérnököt) kért fel az épület felújítási terveinek elkészítésre 2016 novemberében, aztán végül mégis az eladás mellett döntött. A tervek csak arra várnak, hogy végre legyen forrás a kivitelezésre is.
A Kőfaragó-ház 1790-ben barokk stílusban épült, és Tata, Fazekas utca 62. szám alatt található. Az épületben egykor az Eszterházyak kőfaragói laktak, ma műemléki védelem alatt áll. Jellegzetessége a tardosi vörös mészkőből készült lábazat, ablakkeretek és kőpárkányok. A 2010-es évek végén felújítás alatt áll a 650 m²-es épület.
A város központjától (észak-északnyugati irányban) másfél kilométerre található a Fényes-fürdő és 2014 óta a Fényes tanösvény.

### Múzeumok

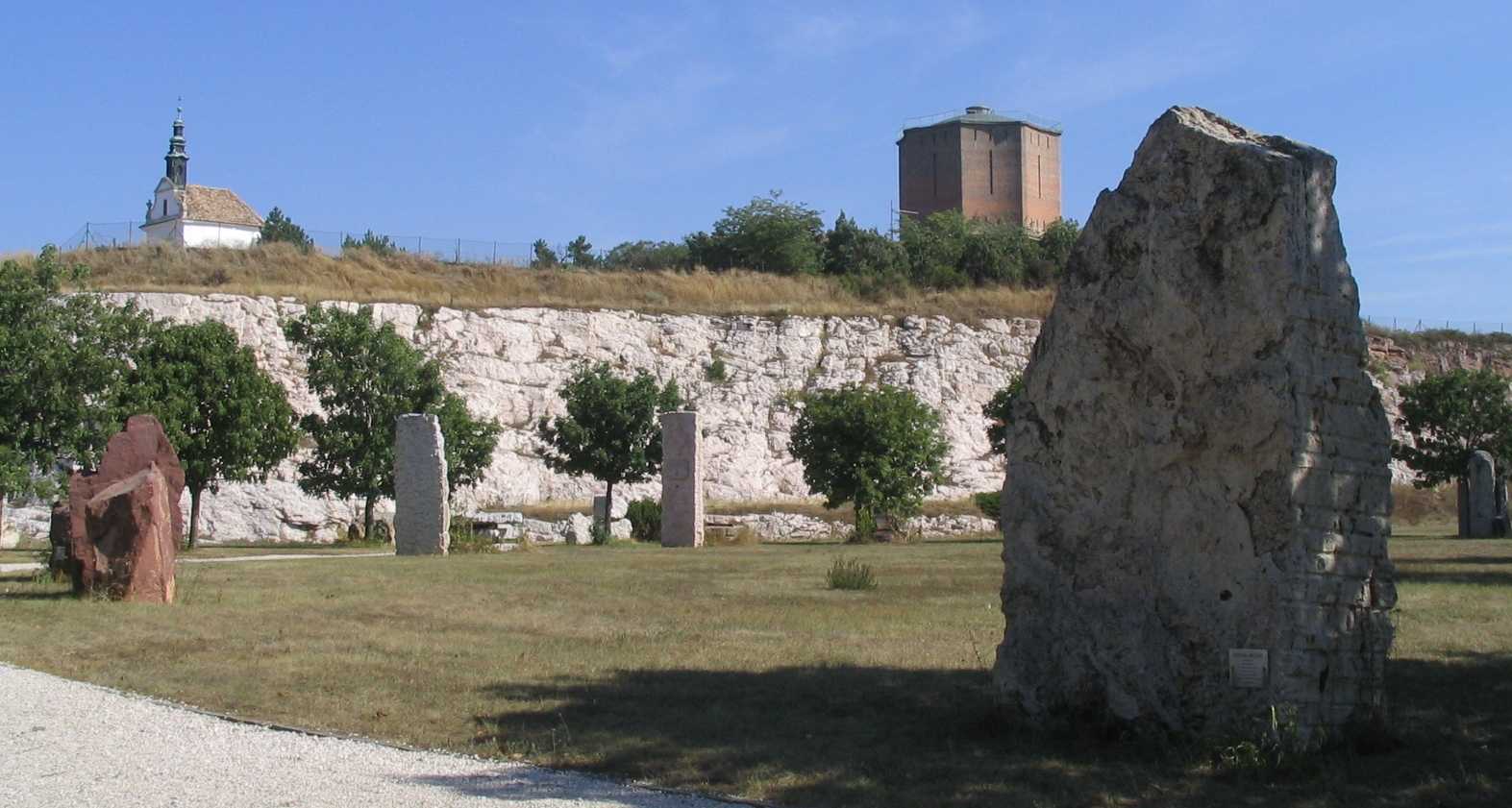
Kálvária, Természetvédelmi Terület és Geológiai Múzeum

- Görög-Római Szobormásolatok Múzeuma (egykori zsinagóga)
- Kuny Domokos Megyei Múzeum
- Német Nemzetiségi Múzeum
- Természetvédelmi Terület és Geológiai Múzeum (Kálvária-domb)

## Oktatási intézmények

### Általános iskolák
- Kőkúti Általános Iskola
  - Kőkúti Általános Iskola Fazekas utcai Tagintézménye
- Vaszary János Általános Iskola és Logopédiai Intézet
  - Vaszary János Általános Iskola Jázmin utcai Tagintézménye
- Színes Iskola Személyközpontú Óvoda, Általános Iskola és Gimnázium
- Komárom-Esztergom megyei Óvoda, Általános Iskola, Speciális Szakiskola, Kollégium és Gyermekotthon

### Középiskolák
- Eötvös József Gimnázium és Kollégium Archiválva 2021. május 13-i dátummal a Wayback Machine-ben
- Jávorka Sándor Mezőgazdasági és Élelmiszeripari Szakgimnázium, Szakközépiskola és Kollégium Archiválva 2012. július 15-i dátummal a Wayback Machine-ben
- Tatai Református Gimnázium
- Talentum Angol-Magyar Két Tanítási Nyelvű Általános Iskola, Gimnázium és Művészeti Szakgimnázium
- Tatabányai Szakképzési Centrum
  - Bláthy Ottó Szakgimnáziuma, Szakközépiskolája és Kollégiuma

## Híres emberek
- Alberti Zsófi (1987) színésznő

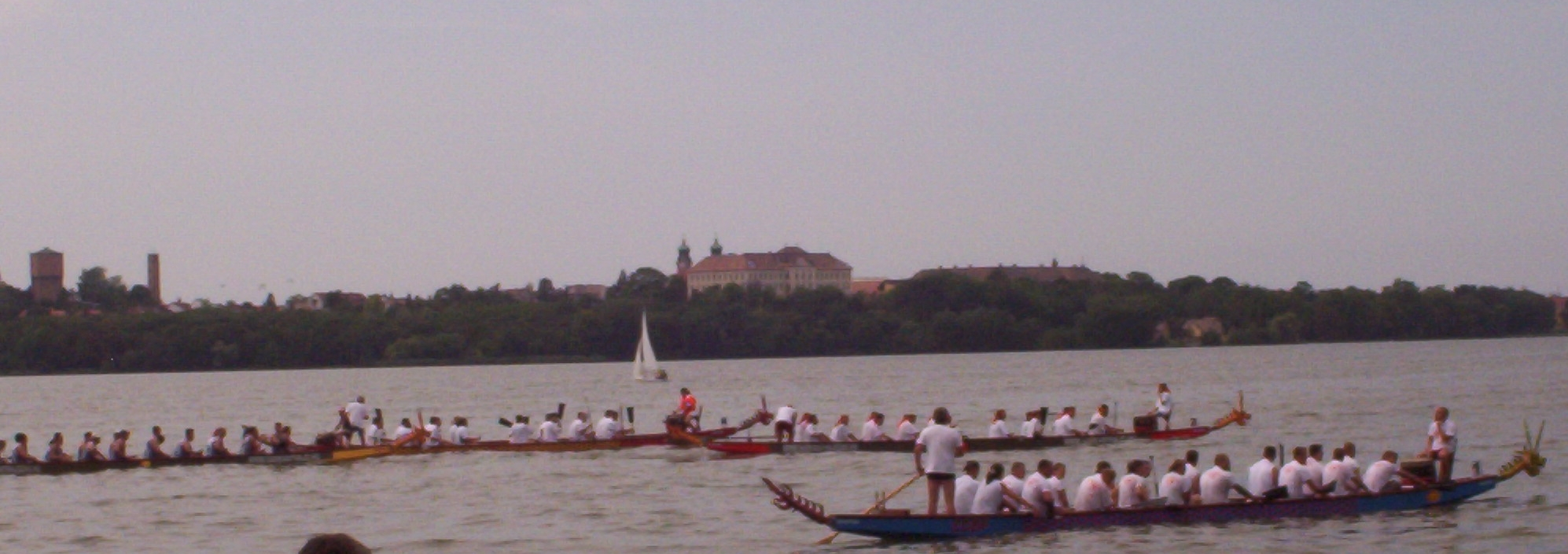
Sárkányhajó verseny az Öreg-tavon

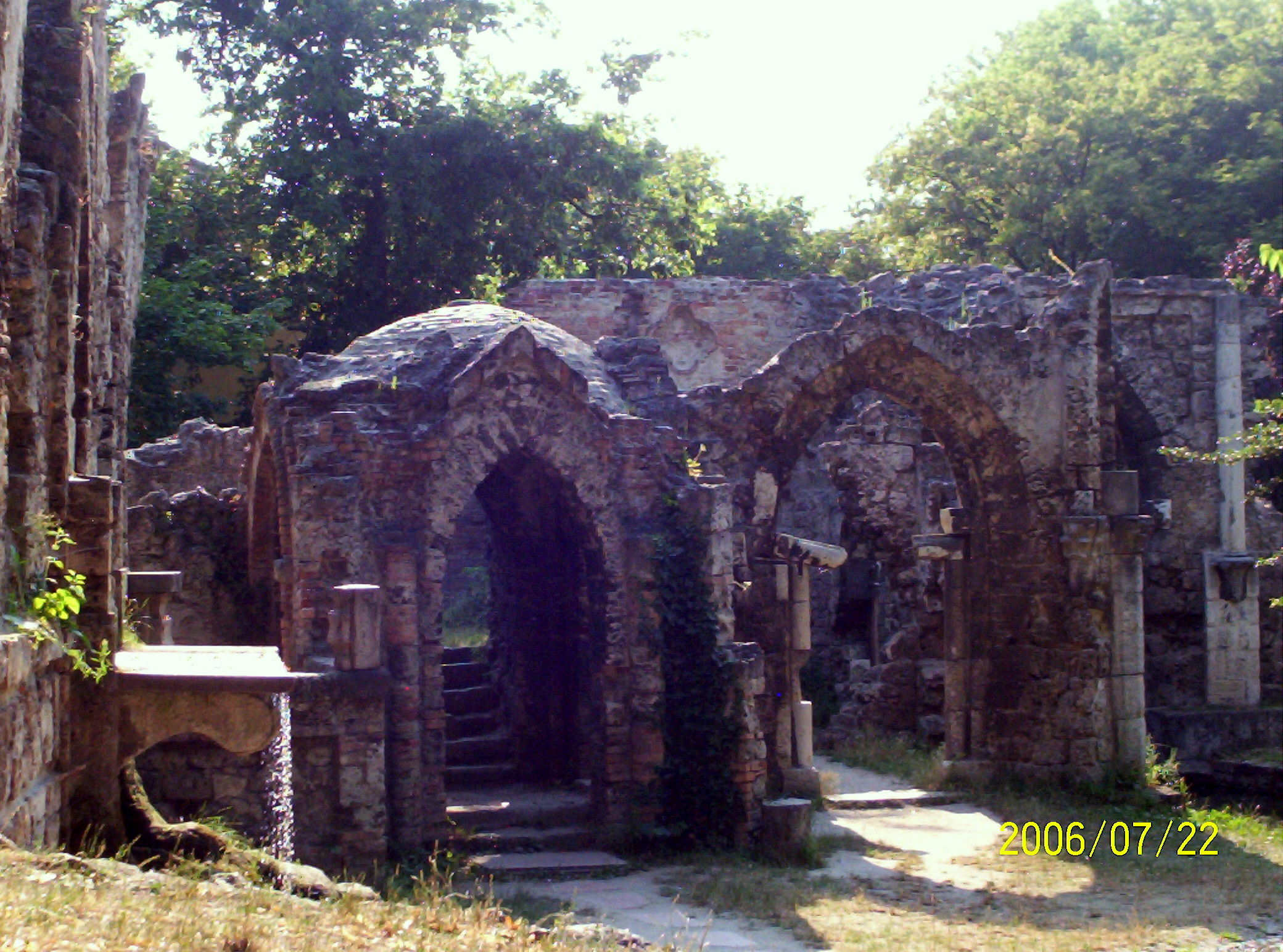
Az Angolpark, az ifjú házasulók kedvelt fényképezkedő helye

- Antal Géza (1866–1934) református püspök
- Bálint Árpád (1870–1930) festőművész
- Bauer Gyula (1862–1940) katonatiszt
- Berkes József (1890–1963) tornász, bíró[forrás?]
- Bláthy Ottó Titusz (1860–1939) gépészmérnök, feltaláló
- Bor Olivér (1984) szóvívő
- Bottos Gerő 1947 – szobrász
- Buffó Rigó Sándor (1949–2014) cigányprímás
- Cetto Benedek (1731–1799) iskolaigazgató
- Császár Angela (1946) színésznő
- gróf Cseszneky György (16. század) tatai kapitány
- Dárday Andor (1914–1986), a Magyar Állami Operaház örökös tagja
- Farkasházi Fischer Mór (1799–1880) porcelángyáros
- Farkasházy Fischer Dezső (1827-1914) porcelánfestő és gyáros
- Farkasházy Fischer Vilmos (1839–1921) keramikus
- Fellenthali Fellner Jakab (1722–1780) építész
- Giesswein Sándor (1856–1923) pápai prelátus
- Grossmann József (1747–1785) építész
- Hamary Dániel (1826–1892) orvos, honvéd tüzérhadnagy
- Horváth Ferenc (1933–1991) festőművész
- Johannesz Zsuzsa (1947–2021) rádióbemondó, műsorvezető
- Juszkó Béla (1877–1969) festőművész
- Kóthay Péter (1954–) festőművész
- Kuny Domokos (1754–1822) keramikus
- Dr. Körmendi Géza (1929–2015) gimnáziumigazgató, tanár, helytörténész,író.
- Lipthay Sándor (1847–1910) vasútépítő mérnök, az MTA tagja a városban született
- Magyary Zoltán (1888–1945) egyetemi tanár
- Mansbart Antal (Tóváros, 1821 – Nagyigmánd, 1849) – mártír csákberényi plébános
- Mikoviny Sámuel (1698–1750) matematikus, mérnök, térképész
- Nemes Wanda (1983) színésznő
- Neuberger István (1953-) festőművész
- Öveges József (1895–1979) tanár, piarista pap
- Pápai József (1981– ) magyar énekes, előadó, A Dal 2017 és a A Dal 2019 győztese, Magyarország versenyzője az Eurovíziós Dalfesztiválokon
- Pasteiner Gyula (1846–1924) művészettörténész, műkritikus, az MTA tagja a városban született
- Paur Ödön (1873–1932) közgazdász, újságíró
- Rómer Flóris (1815–1889) régész, művészettörténész, festő, egyetemi tanár
- Simándi József (1916–2002) magyar bábművész, színész, rendező
- Szabó Zsuzsa (1961) színésznő
- Trojkó Imre (1882–1978) festőművész
- Vaszary János (1867–1939) festőművész, grafikus itt alkotott, sírja is itt van.
- Zilahi György (1929-1966) festőművész
- Dr. Némethi László (1921–2004, születési név: Feymann László) az 1956-os forradalom idején a tatai nemzeti tanács elnöke. Emléktáblája a Kossuth tér 11. szám alatti Református Gimnázium bejáratánál található.

## Rendezvények

### Kiemelt rendezvények
- Tatai Barokk Fesztivál
- Tatai Minimarathon
- Tatai Sokadalom, 2000 óta
- Tó-futás, 1984 óta

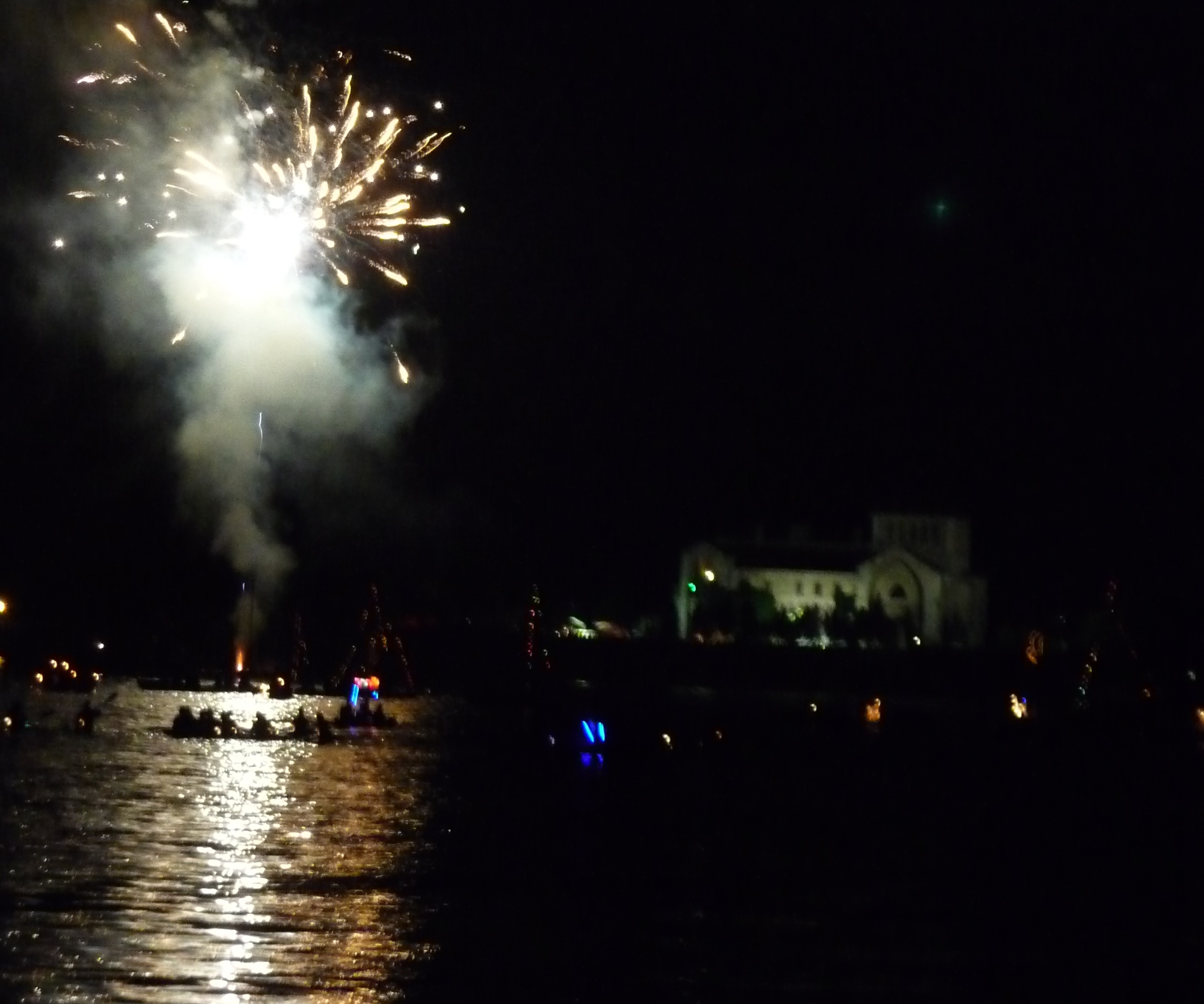
Víz Zene Virág Fesztivál, tűzijáték

- Víz, zene, virág fesztivál, 1994 óta
- Tatai Patara, török kori történelmi fesztivál[32]

### Egyéb rendezvények
- Porcinkula
- Tatai Öreg-tavi Nagy Halászat
- Tatai vadlúd sokadalom, 2001 óta
- Víz – Zene – Virág Fesztivál
- Majális (május 1.)
- A Kinizsi Százas teljesítménytúra célállomása
- Fényes Családi Nap

## Díjai, elismerései
Az Európa Tanács elismerései
- 1999 Európai Diploma, (European Diploma)
- 2000 Becsület Zászló, (Flag of Honour)
- 2004 Becsület Plakett (Plaque of Honour)
- 2013 Európa Díj

Európai Virágosítási és Tájépítészeti Szövetség (Association Européenne pour le Fleurissement et le Paysage – AEFP), Entente Florale díja
- 1999 Tata ezüst

Egyéb díjak:
- 1998 Virágos Magyarországért

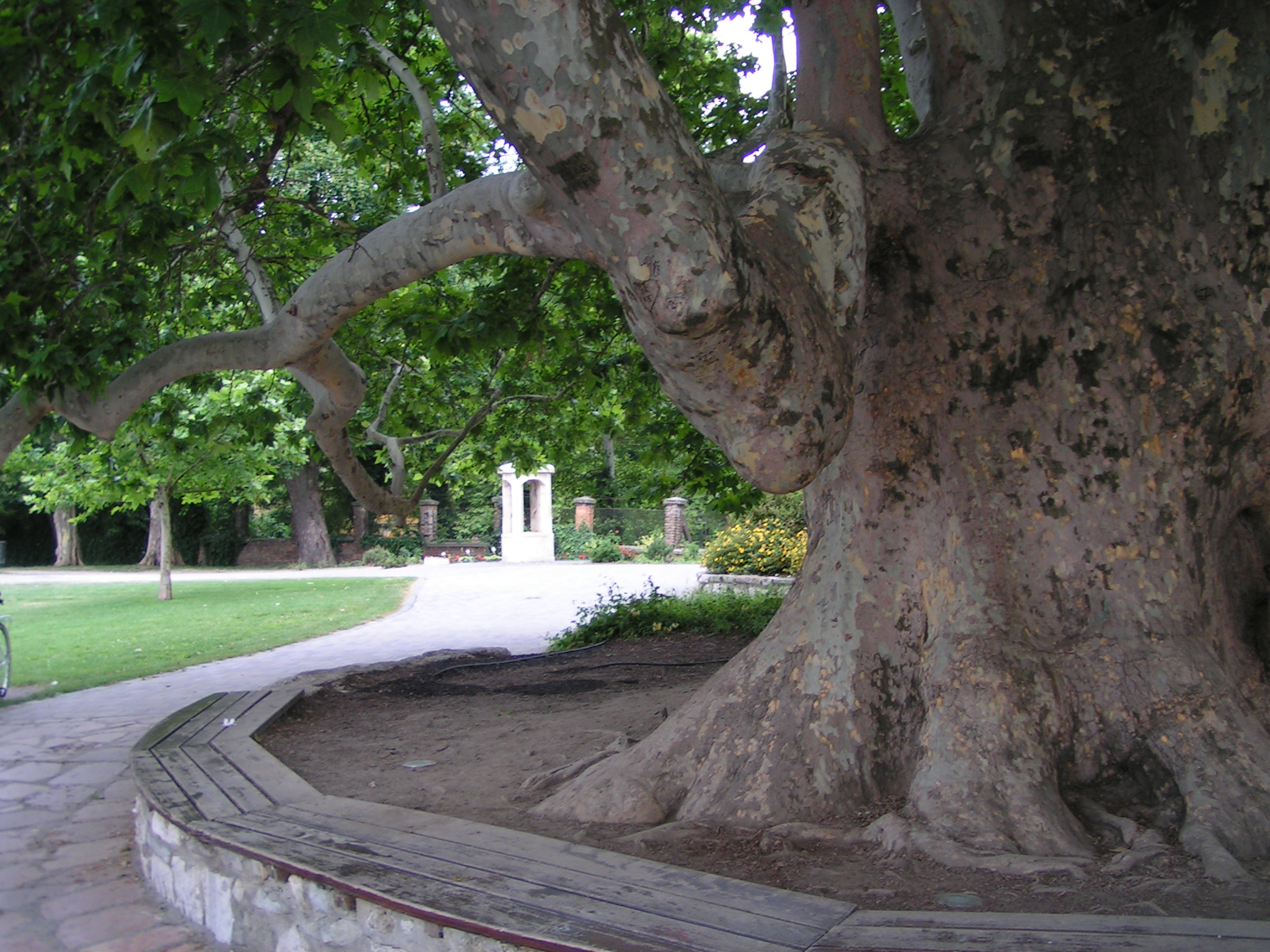
Platánfa az Öreg-tó partján

- 2000 Az ezredforduló legvirágosabb települése
- 2008 A Virágos Magyarországért környezetszépítő versenyen, az Önkormányzati Minisztérium fődíja
- 2014 Tata város kapja az Echo Televízió „legszebb magyarországi település” díját.
- 2014 A tatai nagy platán az „év (magyarországi) fája” díj nyertese.[33]
- 2015 A tatai nagy platán szoros küzdelemben az „év (európai) fája” versenyen, a második helyezést érte el. Az ünnepélyes díjátadó, az Európa Parlamentben kerül megrendezésre.[34]
- 2022 A platán "híd" az Angolkertben a Cseke-tó felett "az év (magyarországi) fája" díj nyertese

## Testvérvárosai[35]
- Hollandia Alkmaar, 1985
- Németország Gerlingen 1987
- Franciaország Dammarie-lès-Lys 1993
- Olaszország Arenzano 1994
- Szlovákia Szőgyén 1997
- Olaszország Montebelluna 2000
- Románia Szováta 2002
- Lengyelország Pińczów 2004
- Csehország Bystřice 2005[36]
- Szerbia Magyarkanizsa 2012